# Ensiklopedi Umum dalam Bahasa Indonesia
Ensiklopedi Umum dalam Bahasa Indonesia – pierwsza encyklopedia w języku indonezyjskim, poruszająca tematy z różnych dziedzin wiedzy. Została wydana w 1954 roku nakładem wydawnictwa Bulan Bintang, a autorem publikacji był Djamaluddin Adinegoro, który opracował ją w 1953 roku. Należy do pierwszych encyklopedii wydanych w archipelagu indonezyjskim (starszą, jawajskojęzyczną encyklopedię sporządził Ki Padmasusastra).
Encyklopedia stanowi publikację jednotomową. Składa się z ok. 400 stron i zawiera ponad 2 tys. haseł. Tekst został zapisany przy użyciu starszej ortografii języka indonezyjskiego.